# Fourth and Madison Building
Le Fourth and Madison building, anciennement 'IDX Building' est un gratte-ciel de bureaux de 156 mètres de haut construit à Seattle aux États-Unis dans l'État de Washington de 2000 à 2002. Ce fut le plus haut immeuble de Seattle érigé depuis 13 ans. La surface de plancher de l'immeuble  est de 78 632 m2 desservie par 16 ascenseurs. L'immeuble a une entrée sous la forme d'un atrium haut de 5 étages.
Le sommet de l'immeuble est illuminé la nuit.
Les architectes sont les agences Zimmer Gunsul Frasca Partnership et Kendall/Heaton
Le promoteur de l'immeuble a été la société Hines.

## Historique
En février 2005 le fonds de retraite TIAA-CREF acheta l'immeuble pour un prix de 368 millions de dollars, à un prix au mètre carré qui a atteint un record à Seattle.
Le 19 décembre 2014, le Walt Disney Internet Group augmente la surface qu'elle loue au sein du Fourth and Madison Building à Seattle passant de 5 à 7 étages (sur 40) et totalisant 170 000 pieds carrés (15 794 m2). Disney est présent à Seattle depuis 1998 à la suite de l'achat de Starwave Corporation société fondée par Paul Allen.